# William Tyndale – Geächtet im Namen Gottes
William Tyndale – Geächtet im Namen Gottes (bekannter unter dem englischen Titel: God’s Outlaw: The Story of William Tyndale) ist ein englischer Historienfilm, der im  Jahr 1986 unter der Regie von Tony Tew entstand.
Der Spielfilm schildert das Leben des Theologen und Übersetzers der englischen Bibel William Tyndale.

## Handlung
England in den zwanziger Jahren des 16. Jahrhunderts. William Tyndale, Hauslehrer der beiden Söhne der Familie Walsh, ist ein Anhänger Martin Luthers. Als eines Tages der noch junge Theologe mit den Walshs zu Abend isst, kommt es zwischen ihm und einem ebenfalls beisitzenden Gast zum erbitterten theologischen Streitgespräch. Dem Gast, welcher in der katholischen Theologie der damaligen Zeit verhaftet ist, schmeißt Tyndale schließlich die Worte: „Wenn Gott es zulässt, werde ich es bewirken, dass in wenigen Jahren der Junge hinter dem Pflug die Heilige Schrift besser kennt, als Du es tust!“ entgegen. Damit ist der Entschluss gefasst und ausgesprochen, der von nun an Tyndales Leben bestimmen wird. Tyndale gibt seine Stellung auf und reist zunächst nach London, versucht vom dortigen Bischof die Erlaubnis zu erhalten, die Bibel ins Englische zu übersetzen. Doch die Erlaubnis wird ihm verwehrt. Aber Tyndale will dies nicht weiter kümmern, denn mittlerweile hat er Freundschaft unter Hansekaufleuten gefunden, die lutherische Schriften mit den Waren nach England schmuggeln. Er beschließt, England zu verlassen, um in den deutschsprachigen Landen sein Bibelübersetzungswerk zu vollbringen.
Einige Jahre später, im Jahr 1525, ist das Werk fast vollbracht. Tyndale, in Köln befindlich, überwacht mit seinem Gehilfen William Roye den Druck seiner eigens gefertigten englischen Übersetzung des Neuen Testaments in Peter Quentels Druckerei. Doch die Arbeit kommt den Kölner Autoritäten zu Gehör und lassen diese einschreiten. Tyndale und Roye sollen verhaftet werden. Aber die beiden sind schon fort, aus der Stadt geflüchtet.
William Tyndales Neues Testament ist nun in England verbreitet. Der Junge hinter dem Pflug liest nun die Bibel, und reformatorisches Gedankengut verbreitet sich in England. Heinrich VIII., der König von England, rast angesichts dieser Ereignisse vor Wut. Tyndales Bücher sollen verbrannt und Tyndale selbst gefasst werden.
1535 versteckt sich Tyndale in den Niederlanden. Er lebt dort in Antwerpen und fühlt sich sicher. Als er einen englischen Landsmann namens Henry Phillips kennenlernt, glaubt er, einen Freund gefunden zu haben. Aber er täuscht sich. Henry Phillips wurde als Agent ausgeschickt, um ihn zu finden. Tyndale wird bald darauf von Soldaten verhaftet. Phillips hat ihn verraten.
Tyndale wird ins Gefängnis geworfen und in einem Prozess der Ketzerei angeklagt und verurteilt. In der Stadt Vilvoorde wird er öffentlich hingerichtet. Seine letzten Worte sind: „Herr! Öffne dem König von England die Augen!“.
Tyndales letzte Worte finden innerhalb des Jahres 1537 ihre Erfüllung. In diesem Jahr gewährt Heinrich VIII. der sogenannten Coverdale-Bible, welche auf Tyndales Übersetzung beruht, eine „gnädig Lizenz“. Die vollständige Übersetzung der englischen Bibel ist eine Hinterlassenschaft William Tyndales.

## Produktionshintergrund
An der Produktion beteiligt waren die International Bible Society, CTVC, Channel 4 Television Corporation,
die niederländische Evangelische Omroep, Gateway Films, Grenville Film Productions und Mezzo Two.
Der Film erschien unter dem englischen Titel: God’s Outlaw zunächst mit englischen, spanischen, portugiesischen und koreanischen Untertitel auf DVD.
Auch eine deutsche Sprachfassung ist auf DVD erschienen.